# Edmond Reuel Smith
Edmond Reuel Smith, auch Edmund Reuel Smith (* 2. Februar 1829 in New York City; † 16. Juni 1911 in Skaneateles, Onondaga County, New York), war ein US-amerikanischer Landschaftsmaler und Reiseschriftsteller.

## Leben

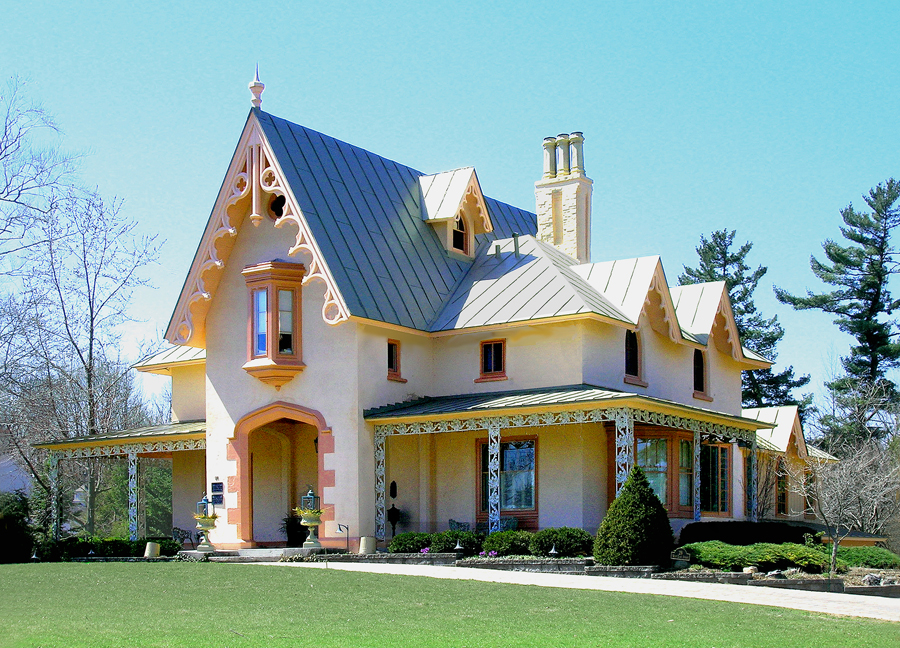
Cobweb Cottage, alias The Cove, um 1850 erbautes, 1904 erweitertes Haus von Edmond Reuel Smith im Stil des Gothic Revival, Foto 2009

Smith, einer von zwei Söhnen des Kaufmanns Reuel Smith (1789–1873) und dessen Ehefrau Celestia A. Mills († 1829), wuchs in New York City auf. Dort hatte der Vater zusammen mit Drake Mills die Firma Smith & Mills gegründet, ein Handelsgeschäft, das Baumwolle, Zucker und Reis aus den Südstaaten nach England verschiffte. In den 1840er und 1850er Jahren lebte Smith sommers auch in dem Ort Skaneateles am Skaneateles Lake, wo Smith’ Vater, der sich ab etwa 1845 aus seiner Firma zurückzog, in den 1840er Jahren Land und 1849 ein Anwesen erworben hatte, um seinen Lebensabend als gentleman farmer zu verbringen. Dort gehörte der Buchhändler und Maler John Dodgson Barrow (1824–1906), der als Vertreter der zweiten Generation der Hudson River School gilt, zu Smith’ Freundeskreis. Smith erhielt eine Schulausbildung in Genf und arbeitete kurzzeitig an der Botschaft der Vereinigten Staaten in Paris. Bis 1848 studierte Smith an der Georgetown University, danach besuchte er die Yale University, um Botanik, Zoologie, Mineralogie und Spanisch zu studieren. 1849 nahm er als Zeichner und Assistent des Astronomen und Marineoffiziers James Melville Gilliss an dessen Südamerika-Expedition zur Erkundung der Parallaxe der Sonne teil. 1853 bereiste er Chile, insbesondere die Region Araukanien, wo er sich ethnografisch mit dem Leben und der Kultur der Mapuche befasste, und schrieb darüber einen Reisebericht, den er 1855 mit eigenen Illustrationen unter dem Titel The Araucanians veröffentlichte. Ende der 1850er Jahr hielt er sich in Europa auf, um die Malerei zu vertiefen. 1858 wurde er in Düsseldorf, damals Zentrum der Düsseldorfer Malerschule und Mittelpunkt einer US-amerikanischen Malerkolonie um Emanuel Leutze, Mitglied des Künstlervereins Malkasten. Von Düsseldorf aus reiste er nach Rom. Danach bereiste er Nordafrika (Algier, Biskra). 1859 stellte Smith in der National Academy of Design in New York City aus. 1860 heiratete er Elizabeth DeCost Burnett (1848–1900), eine Tochter aus einer angesehenen Familie von Skaneateles, die fünf Kinder gebar: Leslie (1862), DeCost (1864–1939, wurde ebenfalls Maler), Celestia (1866), Burnett (1877) and Sedgwick (1887). Als 1873 sein Vater starb, erbte er ein beträchtliches Vermögen, das es ihm ermöglichte, ein unabhängiges Leben zu finanzieren. Er lebte mit seiner Familie in Skaneateles und beschäftigte sich als Direktor der örtlichen Bibliothek. Er schrieb Verse, malte (oft tropische Landschaften), hielt Vorlesungen und unterrichtete Sprachen. Im Jahr 1904 ließ er sich von dem Architekten Archimedes Russell (1840–1915) auf seinem Grundstück an der West Lake Street das zwischen 1848 und 1852 nach Vorbildern von Andrew Jackson Downing von Alexander Jackson Davis im neogotischen Stil des Gothic Revival errichtete Cobweb Cottage erneuern, heute bekannt unter dem Namen The Cove, seit 1979 eingetragen im National Register of Historic Places in New York.

## Werke (Auswahl)

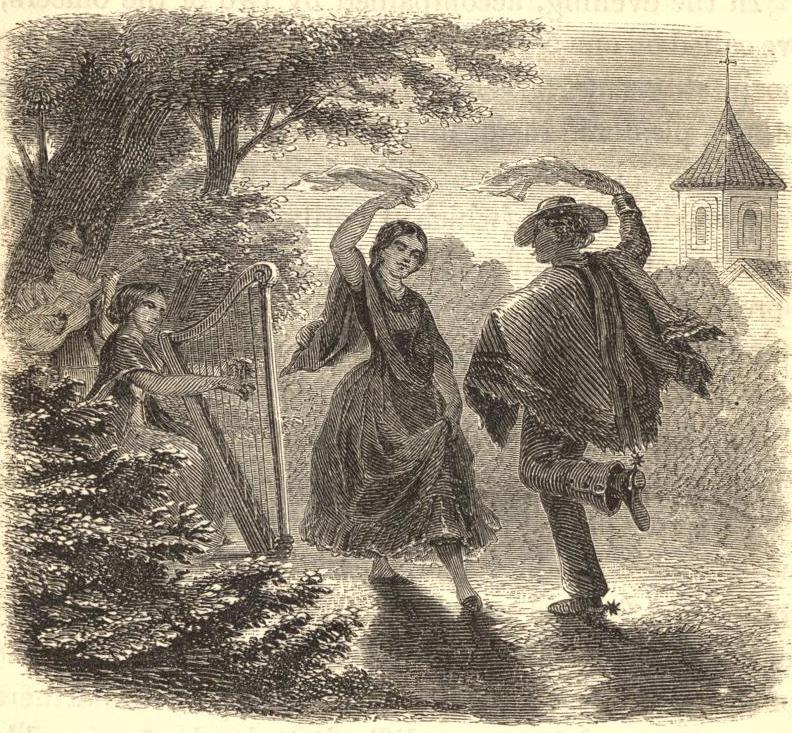
The Zamacuca, Buchillustration aus The Araucanians, 1855

### Gemälde, Zeichnungen
- Panoramic View from the Summit of Santa Lucia, Santiago, Zeichnung um 1850, Vorlage zur Lithografie von Thomas S. Sinclair (1805–1881)[10]
- Indian Summer, bis 1859
- Entrance to a Wood near Düsseldorf, bis 1859
- Fall Brook, Skaneateles Lake, bis 1859[11]
- Tropical landscape, 1886

### Schriften
- Letters from Cobweb Cottage. Prosa, veröffentlicht unter dem Pseudonym „Walter Wildrake“ in The Home Journal von Nathaniel Parker Willis (1806–1867), 1853
- Our village: Lines delivered before the Skaneateles Lyceum, at the close of their course of lectures for the Winter of 1853–4, March 28th, 1854. Moses, Auburn (New York) 1854
- The Araucanians; or, Note of a Tour among the Indian Tribes of Southern Chili. Reisebericht mit Illustrationen, Harper & Brothers, New York City 1855 (Digitalisat)